# Lass
Lass（ラズエル）は、有限会社ラズエルによるかつて存在したパソコン用の美少女ゲームブランド。「Lass」とは古英語で「女の子」「乙女」を表す（ブランド名の考案者は原画家である萩原音泉）。また、小説版「3days」のあとがきではスワヒリ語で「金の鹿」の意味であるとも言及している。

## 概要
モットーは「ユーザーフレンドリー」。他社とは一味違ったゲームを製作することを目標としている。
Lassの姉妹ブランドとして「P+Lass」があるが、こちらはラズエルではなく、別の企業が運営を受け持っている。
処女作の「青と蒼のしずく」では、無名のメーカーの知名度向上の為「店舗専用ムービー」と題した、ボイス付きでキャラクターがその店舗の宣伝もしつつゲームも宣伝するという販促ムービーを100店舗分以上用意し、店頭で流させるという前代未聞の荒業をやってのける。
2作目の「3days」ではOPテーマソングのマキシCDが5度の再発を繰り返す程大ヒットし、遂には渋谷にて300人を集めるライブを開催するに至る。
3作目の「FESTA!!」ではユーザー参加型のオンラインコンテンツ「まほろば学園へようこそ」を開校。当初は1,000人以上を超える人気を誇ったが、後に息切れしてか大きなイベントもなく2006年10月末に卒業式を迎えた。
また、Lassとしては初のコンシューマータイトル移植を果たしている（PS2でKIDより発売）
4作目の「11eyes -罪と罰と贖いの少女-」は、Lass史上最も売れたタイトル（説によると30000本超）であると、代表の剣技マナ談。
2008年の美少女ゲームアワードにて、彩音によるOP主題歌「Lunatic Tears…」が金賞を受賞。同時に、スーパースイープの坂本昌一郎によるBGMが銀賞を受賞している。
また、5pb.より「11eyes CrossOver」と題して、2009年4月2日にXbox 360、2010年1月28日にPSPに移植販売している。
2009年6月26日売りの月刊コンプエースにて、11eyes -罪と罰と贖いの少女-の2009年秋TVアニメ化とコミカライズが発表。後にアニメ化され、Lass唯一のアニメ化作品となった（2017年現在）。2011年にはLass初となるファンディスクでもある「11eyes -Resona Forma-」も発売。
2015年、抜き重視の低価格ソフトブランドであるLass Lunaticが新たに姉妹ブランドとして設立され、同年8月21日に雑誌上にて情報公開された。
同年12月24日、『Lass新作情報公開クリスマスSPニコ生』において、Lass Pixyを姉妹ブランドとして設立することを発表した。ブランドコンセプトは凌辱が一切なく純愛を主とした低価格ブランド。同日、公式サイト開設。
2017年2月15日、東京地方裁判所より有限会社ラズエルの破産手続開始。
2017年8月18日、『Pure Marriage ～赤い糸物語 セリカ編～』の制作を再開。
2017年10月15日、『Pure Marriage ～赤い糸物語 さくら編～』の発売が決定。
2018年1月25日、破産廃止決定により有限会社ラズエル消滅。
Lass、LassLunatic作品権利はDMMに委譲された。LassPixyは出資元である別企業の運営となり継続、2019年に新たに『カケオチ』の発売を発表。
2025年4月25日、同人サークルめぶきそふとで『11eyes〜After〜-惜しみない愛を君に-』を発売予定。版権元の許諾を得て制作した二次創作ゲームであり、LEGIOんがシナリオライターを務める。　

## 作品一覧
- 第一弾の3days、第二弾の11eyes、第三弾のLiber_7を合わせて素数シリーズもしくは、数字シリーズと呼ばれる（Liber_7のメモリアルセットのパッケージ裏には「Lassナンバーシリーズ」と紹介されていた）。
- Lassの全作品には必ず「広原」の姓を持つキャラが、作品毎に全く異なる人物でありながらも登場している。

### Lass
- 2003年4月25日 - 青と蒼のしずく -a calling from tears-
- 2004年6月25日 - 3days 〜満ちてゆく刻の彼方で〜
- 2005年12月16日 - FESTA!! -HYPER GIRLS POP-
- 2008年4月25日 - 11eyes -罪と罰と贖いの少女-
- 2011年4月15日 - 11eyes -Resona Forma-
- 2013年4月26日 - 少女神域∽少女天獄 -The Garden of Fifth Zoa-
- 2014年10月31日 - 迷える2人とセカイのすべて
- 2015年5月29日 - 迷える2人とセカイのすべて LOVE HEAVEN 300%
- 2016年12月22日 - Liber_7 永劫の終わりを待つ君へ

### P+lass
- 2006年4月7日 - 純恋 -JunRen-

### Lass Lunatic
- 2015年11月27日 - 乱れ雪月華 ～儚く散る細雪～
- 2016年8月26日 - 乱れ雪月華 ～月夜の淫舞、狂気の契り～

### Lass Pixy
- 2016年5月27日 - PureMarriage ～赤い糸物語 まどか編～
- 2017年10月27日 - PureMarriage ～赤い糸物語 セリカ編～
- 2017年12月22日 - PureMarriage ～赤い糸物語 さくら編～
- 2018年3月30日 - Pure Marriage ～赤い糸物語 ハーレム編～
- 2019年4月26日 - カケオチ
- 2019年9月27日 - Little Sick Girls ～幼馴染の恋人～
- 2019年12月20日 - Little Sick Girls ～鏡の中のアイドル～
- 2020年7月22日 - Little Sick Girls ～桃蜜は妹の香り～

### Lass Hero's CROSS×FIGHT!
アダルトゲーム雑誌「PUSH!!」誌上において連載されていた小説。2009年7月号〜12月号まで掲載。内容はLassブランドのゲームの登場人物が一堂に会して様々な分野で対決を行うクロスオーバーものとなっている。また、最後のカラーページには本文とは関係のないパロディイラスト（嘘広告）が掲載されている。
文：LEGIOん。
- 第1話「烈火風雲! 陰陽師対決」 イラスト：よう太（「PUSH!!」2009年7月号）
- 第2話「硝煙弾雨! 戦場の女神たち」 イラスト：?（「PUSH!!」2009年8月号）
- 第3話「Heroine of Heroines!? お料理対決」 イラスト：bou（「PUSH!!」2009年9月号）
- 第4話「知識の海に溺れし者たち」 イラスト：早川ハルイ（「PUSH!!」2009年10月号）
- 第5話「ワルプルギスの狂夜」 イラスト：早川ハルイ（「PUSH!!」2009年11月号）
- 最終話「It's The Lass World」 イラスト：鈴平ひろ（「PUSH!!」2009年12月号）

## 主な元制作スタッフ
- Lass代表・プロデューサー：剣技マナ
- シナリオライター：LEGIOん
- シナリオライター：獅子雰麓
- 営業・広報：しんぺぇ?

ブランド存続中に退社した元スタッフ
- 羽鳥ぴよこ（グラフィッカー）[9]
- 萩原音泉（原画家・デザイナー）[10]
- 早川ハルイ（原画家）[11]